# Сергеевка (Симферопольский район)
Серге́евка (укр. Сергіївка, крымскотат. Sergeyevka, Сергеевка) — исчезнувшее село в Симферопольском районе Крыма, на территории Добровского сельского поселения (согласно административно-территориальному делению Украины — Добровского сельского совета Автономной Республики Крым). Находилось на юго-востоке района, в верховьях долины реки Малый Салгир, примерно в 2 километрах севернее села Заречное.

## История
Впервые в исторических документах Сергеевка встречается на карте Крымского Статистического Управления 1922 года в составе Подгородне-Петровского района Симферопольского уезда. В 1922 году уезды получили название округов. 11 октября 1923 года, согласно постановлению ВЦИК, в административное деление Крымской АССР были внесены изменения, в результате которых был ликвидирован Подгородне-Петровский район и образован Симферопольский и село включили в его состав. Согласно Списку населённых пунктов Крымской АССР по Всесоюзной переписи 17 декабря 1926 года, в селе Сергеевка, Шумхайского сельсовета Симферопольского района, числился 13 дворов, из них 12 крестьянских, население составляло 84 человека, из них 82 русских и 2 грека. В период оккупации Крыма, 13 и 14 декабря 1943 года, в ходе операций «7-го отдела главнокомандования» 17 армии вермахта против партизанских формирований, была проведена операция по заготовке продуктов с массированным применением военной силы, в результате которой село Сергеевка было сожжено и все жители вывезены в Дулаг 241 Село ещё встречается на карте 1942 года, упразднено до 1954 года, поскольку в списках ликвидированных после этой даты не значится, видимо, в связи с созданием «Ангарского полигона».